# منتخب بليز تحت 20 سنة لكرة القدم
منتخب بليز تحت 20 سنة لكرة القدم (بالإنجليزية: Belize national under-20 football team)‏ هو ممثل بليز الرسمي في المنافسات الدولية في كرة القدم في فئة كرة قدم تحت 20 سنة للرجال، يديريه اتحاد بليز لكرة القدم.